# Geranium cataractarum
Geranium cataractarum là một loài thực vật có hoa trong họ Mỏ hạc. Loài này được Coss. mô tả khoa học đầu tiên năm 1851.